# Game Arts
Game Arts Co., Ltd. (株式会社ゲームアーツ, Kabushiki-gaisha Gēmu Ātsu) est un développeur de jeux vidéo japonais situé à Tokyo.

## Histoire
Créée à l'origine en 1985 sous la forme d'une entreprise de logiciels informatiques, elle a pris de l'expansion pour produire un certain nombre de consoles de jeux et de systèmes portables. Son président et directeur général en 2007 était Yoichi Miyaji, alors membre de la Computer Entertainment Supplier's Association of Japan (CESA). Parmi ses principaux partenaires commerciaux figuraient alors Square Enix, Bandai Namco, Koei Tecmo et Gung-Ho Online Entertainment, dont certains ont développé ou produit des jeux en coopération avec la société.
La société a produit un certain nombre de jeux pour plusieurs genres, à commencer par le jeu d'action Thexder pour ordinateurs personnels en 1985. Un certain nombre de jeux traditionnels et de jeux liés au Mah-jong ont également été produits pour le public japonais. Dans le monde occidental, Game Arts est surtout connu comme producteur des séries de jeux vidéo de rôle Lunar et Grandia, ainsi que de la gamme de jeux de stratégie Gungriffon. Certains membres de son personnel ont participé au développement préliminaire du jeu Super Smash Bros. Brawl de Nintendo sur Wii.
Le 22 avril 2009, Game Arts a lancé le portage PlayStation de Grandia au Japon sur la PlayStation Network en tant que titre téléchargeable dans la gamme PSone Classics, pour célébrer une annonce prochaine pour Grandia Online, suggérant qu'ils continuent à fournir et soutenir le titre.

## Historique des jeux
| Date de sortie | Titre | Plate-forme                  | Éditeur                                                                 |
| --- | --- | ---------------------------- | ----------------------------------------------------------------------- |
| 1985 (Japon) 1987 (US) | Thexder                                                                                                   | MSX, PC                      | Game Arts (Japon) Sierra Entertainment (US)                             |
| Avril 1985 (Japon) | Cuby Panic                                                                                                | PC                           | Game Arts                                                               |
| 18 décembre 1985 (Japon) | Thexder                                                                                                   | NES                          | Square Co., Ltd.                                                        |
| 1986 (Japon) 1988 (US) | Silpheed                                                                                                  | PC                           | Game Arts (Japon) Sierra Entertainment (US)                             |
| 1987 (Japon) 1990 (US) | Zeliard                                                                                                   | PC                           | Game Arts (Japon) Sierra Entertainment (US)                             |
| 3 juin 1988 (Japon) | Solitaire Royale                                                                                          | MSX2, PC                     | Game Arts                                                               |
| 1989 (Japon) 1990 (US) | Fire Hawk: Thexder - The Second Contact                                                                   | MSX2, PC                     | Game Arts (Japon) Sierra Entertainment (US)                             |
| 21 juillet 1989 (Japon) 1990 (US) | Faria: A World of Mystery and Danger!                                                                     | NES                          | Hi-Score Media Work (Japon) Nexoft (US)                                 |
| 20 juillet 1990 (Japon) | Harakiri                                                                                                  | PC                           | Game Arts                                                               |
| 14 décembre 1990 (Japon) | Gyuwamburaa (Gambler) Jiko Chuushinha                                                                     | Sega Mega Drive/Genesis      | Game Arts                                                               |
| 28 décembre 1991 (Japon) | Tenka Fubu                                                                                                | Sega Mega-CD                 | Game Arts                                                               |
| 24 avril 1992 (Japon) 23 avril 1992 (US) 1992 (Europe) | Alisia Dragoon                                                                                            | Sega Mega Drive/Genesis      | Game Arts (Japon) Sega (US & Europe)                                    |
| 26 juin 1992 (Japon) Décembre 1993 (US) | Lunar: The Silver Star                                                                                    | Sega Mega-CD                 | Game Arts (Japon) Working Designs (US)                                  |
| 18 décembre 1992 (Japon) | Gyuwamburaa (Gambler) Jiko Chuushinha 2                                                                   | Sega Mega-CD                 | Game Arts                                                               |
| 29 janvier 1993 (Japon) | Yumimi Mix                                                                                                | Sega Mega-CD                 | Game Arts                                                               |
| 26 février 1993 (Japon) | European Club Soccer                                                                                      | Sega Mega Drive/Genesis      | Shogakukan                                                              |
| 30 juillet 1993 (Japon) 1993 (US) 1993 (Europe) | Silpheed                                                                                                  | Sega Mega-CD                 | Game Arts (Japon) Sega (US & Europe)                                    |
| 5 novembre 1993 (Japon) | Jan'ou Touryumon                                                                                          | Sega Mega Drive/Genesis      | Sega                                                                    |
| 15 avril 1994 (Japon) | Urusei Yatsura: My Dear Friends                                                                           | Sega Mega-CD                 | Game Arts                                                               |
| 21 décembre 1994 (Japon) Septembre 1995 (US) | Lunar: Eternal Blue                                                                                       | Sega Mega-CD                 | Game Arts (Japon) Working Designs (US)                                  |
| 1995 (Japon) 1995 (US) | Thexder 95                                                                                                | PC                           | Game Arts (Japon) Sierra Entertainment (US)                             |
| 28 juillet 1995 (Japon) | Yumimi Mix Remix                                                                                          | Sega Saturn                  | Game Arts                                                               |
| 12 janvier 1996 (Japon) | Lunar: Samposuru Gakuen (co-developed with Ehrgeiz)                                                       | Game Gear                    | Game Arts                                                               |
| 15 mars 1996 (Japon) 1996 (US) 1996 (Europe) 12 mars 1998 (Japon) (Saturn Collection)                                                                             | Gungriffon: The Eurasian Conflict (Japon) Gungriffon (US) Gungriffon (Europe)                             | Sega Saturn                  | Game Arts (Japon) Sega (US & Europe)                                    |
| Octobre 1996 (Japon) | Lunar: Silver Star Story (co-developed with Japan Art Media)                                              | Sega Saturn                  | Kadokawa Shoten                                                         |
| 18 octobre 1996 (Japon) | Tokyo Mahjong Land                                                                                        | Sega Saturn                  | Game Arts                                                               |
| 27 décembre 1996 (Japon) (Advanced Release) 14 février 1997 (Japon)                                                                                               | Daina Airan                                                                                               | Sega Saturn                  | Game Arts                                                               |
| Juillet 1997 (Japon) | Lunar: Silver Star Story Complete (with "MPEG" card) (co-developed with Japan Art Media)                  | Sega Saturn                  | Kadokawa Shoten                                                         |
| Octobre 1997 (Japon) | Mahō Gakuen Lunar! (co-developed with Ehrgeiz)                                                            | Sega Saturn                  | Kadokawa Shoten                                                         |
| 18 décembre 1997 (Japon) 26 novembre 1998 (Japon) (Memorial Package)                                                                                              | Grandia                                                                                                   | Sega Saturn                  | Entertainment Software Publishing                                       |
| 23 avril 1998 (Japon) | Gungriffon II                                                                                             | Sega Saturn                  | Entertainment Software Publishing                                       |
| 28 mai 1998 (Japon) 28 avril 1999 (Japon) (PlayStation the Best) 30 avril 1999 (US) 1er juin 1999 (US) (Fan Art Edition) 6 février 2002 (US) (Limited Re-Release) | Lunar: Silver Star Story Complete (co-developed with Japan Art Media)                                     | PlayStation                  | Kadokawa Shoten (Japon) Working Designs (US)                            |
| 28 mai 1998 (Japon) | Grandia: Digital Museum                                                                                   | Sega Saturn                  | Game Arts                                                               |
| Juillet 1998 (Japon) | Lunar: Eternal Blue (co-developed with Japan Art Media)                                                   | Sega Saturn                  | Kadokawa Shoten                                                         |
| 1998 (Japon) 1999 (Korea) | Lunar: Silver Star Story Complete (co-developed with Japan Art Media)                                     | PC                           | Kadokawa Shoten                                                         |
| 27 mai 1999 (Japon) 7 septembre 2000 (Japon) (Kakukawa Best) 15 décembre 2000 (US)                                                                                | Lunar 2: Eternal Blue Complete (co-developed with Japan Art Media)                                        | PlayStation                  | Kadokawa Shoten (Japon) Working Designs (US)                            |
| 24 juin 1999 (Japon) 30 septembre 1999 (US) 30 mars 2000 (Europe) 27 juillet 2000 (Japon) (PlayStation the Best)                                                  | Grandia                                                                                                   | PlayStation                  | Entertainment Software Publishing (Japon) SCEA (US) Ubisoft (Europe)    |
| 22 juin 2000 (Japon) | Gyuwamburaa (Gambler) Jiko Chuushinha: Tokyo Mahjong Land                                                 | PlayStation                  | Entertainment Software Publishing                                       |
| 3 août 2000 (Japon) 6 décembre 2000 (US) 23 février 2001 (Europe) 23 mai 2002 (Japon) (DriKore)                                                                   | Grandia II                                                                                                | Dreamcast                    | Game Arts (Japon) Ubisoft (US & Europe)                                 |
| 10 août 2000 (Japon) 24 octobre 2000 (US) 12 juillet 2002 (Europe) 1er août 2002 (Japon) (PlayStation 2 the Best)                                                 | Gungriffon Blaze                                                                                          | PlayStation 2                | Capcom (Japon) Working Designs (US) Swing! Deutschland (Europe)         |
| 21 septembre 2000 (Japon) 23 avril 2001 (US) 11 mai 2001 (Europe) 19 juillet 2002 (Europe) (Re-Release)                                                           | Silpheed: The Lost Planet (co-developed with Treasure)                                                    | PlayStation 2                | Capcom (Japon) Working Designs (US) Swing! Deutschland (Europe)         |
| 22 décembre 2000 (Japon) | Grandia: Parallel Trippers (co-developed with Will)                                                       | Game Boy Color               | Hudson Soft                                                             |
| 12 avril 2001 (Japon) 10 décembre 2001 (US) | Lunar Legend (co-developed with Japan Art Media)                                                          | Game Boy Advance             | Media Rings (Japon) Ubisoft (US)                                        |
| 1er novembre 2001 (Japon) | Chenwen no Sangokushi                                                                                     | PlayStation 2                | Entertainment Software Publishing                                       |
| 21 février 2002 (Japon) 28 janvier 2002 (US) 28 mars 2002 (Europe)                                                                                                | Grandia II (port by Rocket Studio)                                                                        | PlayStation 2                | Enix (Japon) Ubisoft (US & Europe)                                      |
| 31 janvier 2002 (Japon) 30 septembre 2002 (US) | Grandia Xtreme                                                                                            | PlayStation 2                | Enix (Japan & US)                                                       |
| 10 mars 2002 (US) 12 avril 2002 (Europe) | Grandia II (port by Rocket Studio)                                                                        | PC                           | Ubisoft                                                                 |
| 3 juin 2002 (North America) 27 juin 2002 (Japon) 6 décembre 2002 (Europe)                                                                                         | Bomberman Generation                                                                                      | Nintendo GameCube            | Hudson Soft (Japon) Majesco (US) Vivendi Universal (Europe)             |
| 16 décembre 2004 (Japon) 14 décembre 2004 (US) 8 avril 2005 (Europe)                                                                                              | Gungriffon: Allied Strike (co-developed with Kama Digital)                                                | Xbox                         | Tecmo                                                                   |
| 25 août 2005 (Japon) 27 septembre 2005 (US) 17 février 2006 (Europe)                                                                                              | Lunar: Dragon Song (en) (Japan & Europe) Lunar: Dragon Song (en) (US) (co-developed with Japan Art Media) | Nintendo DS                  | Marvelous Entertainment (Japon) Ubisoft (US) Rising Star Games (Europe) |
| 4 août 2005 (Japon) 14 février 2006 (US) | Grandia III                                                                                               | PlayStation 2                | Square Enix                                                             |
| 28 septembre 2006 (Japon) 29 juin 2007 (Europe) 10 juillet 2007 (US)                                                                                              | Project Sylpheed (Japon) (co-developed with Seta Corporation)                                             | Xbox 360                     | Square Enix (Japon) Microsoft Game Studios (US & Europe)                |
| 31 janvier 2008 (Japon) 9 mars 2008 (US) 27 juin 2008 (Europe) | Super Smash Bros. Brawl (co-developed with Sora Ltd. and Nintendo, among others)                          | Wii                          | Nintendo                                                                |
| 22 avril 2009 (Japon) 25 février 2010 (US) | Grandia                                                                                                   | PlayStation Network          | Entertainment Software Publishing                                       |
| 22 septembre 2009 (US) 25 septembre 2009 (Europe) | Teenage Mutant Ninja Turtles: Smash-Up                                                                    | Wii, PlayStation 2           | Ubisoft                                                                 |
| 27 octobre 2009 (Japon) 28 décembre 2009 (US) | The Magic Obelisk                                                                                         | WiiWare                      | Game Arts                                                               |
| 12 novembre 2009 (Japon) 2 mars 2010 (US) | Lunar: Silver Star Harmony (en)                                                                           | PSP, PlayStation Network     | GungHo (Japon) Xseed Games (US)                                         |
| 2 février 2012 (Japon) 11 septembre 2012 (US) | Ragnarok Odyssey (en)                                                                                     | PS Vita, PlayStation Network | GungHo (Japon) Xseed Games (US)                                         |
| 5 juillet 2012 (Japon) | Dokuro | PS Vita, PlayStation Network | GungHo Online Entertainment                                             |
| 24 août 2015 | Grandia II Anniversary Edition                                                                            | PC                           | GungHo Online Entertainment                                             |